# Volkswagen T-Roc
De Volkswagen T-Roc is een compacte SUV van de Duitse autofabrikant Volkswagen die in 2017 werd geïntroduceerd. Volkswagen plaatst het model tussen de Tiguan en T-Cross.

## Beschrijving
De T-Roc is gebouwd op het MQB-platform en heeft vierwielaandrijving. Het model is direct verwant met de modellen Volkswagen Golf, SEAT León, Audi A3 en Škoda Octavia.
Volkswagen biedt een 1,0-, 1,2-, 1,4- 1,5- en 2,0-liter benzinemotor en een 1,6- en 2,0-liter dieselmotor. De auto wordt vanaf 2017 gebouwd door Volkswagen Autoeuropa in de Portugese gemeente Palmela.
Het model wordt aangeboden in de uitvoeringen: standaard, Style, Sport, R-Line en R.

### T-Roc R
In februari 2019 kwam Volkswagen met de T-Roc R. Het heeft een 2,0-liter turbomotor met 221 kW (296 pk) en 400 Nm trekkracht. Het R-model is met 20 mm verlaagd en kreeg enkele verbeteringen in het interieur.

### Cabriolet
De T-Roc Cabriolet werd uitgebracht in april 2020 en werd de eerste cabriolet sinds twee jaar tijd. Het model heeft een soft-top, een 4 cm langere wielbasis, en werd verstevigd door het ontbreken van de B-stijl. De kap kan worden geopend in 9 seconden en worden gesloten in 11 seconden.
Er kwamen slechts twee benzinemotoren, een 1,0-liter met 85 kW (116 pk) en een 1,5-liter met 110 kW (150 pk). Het model wordt aangeboden in twee uitvoeringen; Design en R-Line.
De Cabriolet wordt geproduceerd in Osnabrück, Duitsland.
In april 2025 zijn er in Nederland 1754 geregistreerd op kenteken 

## Galerij

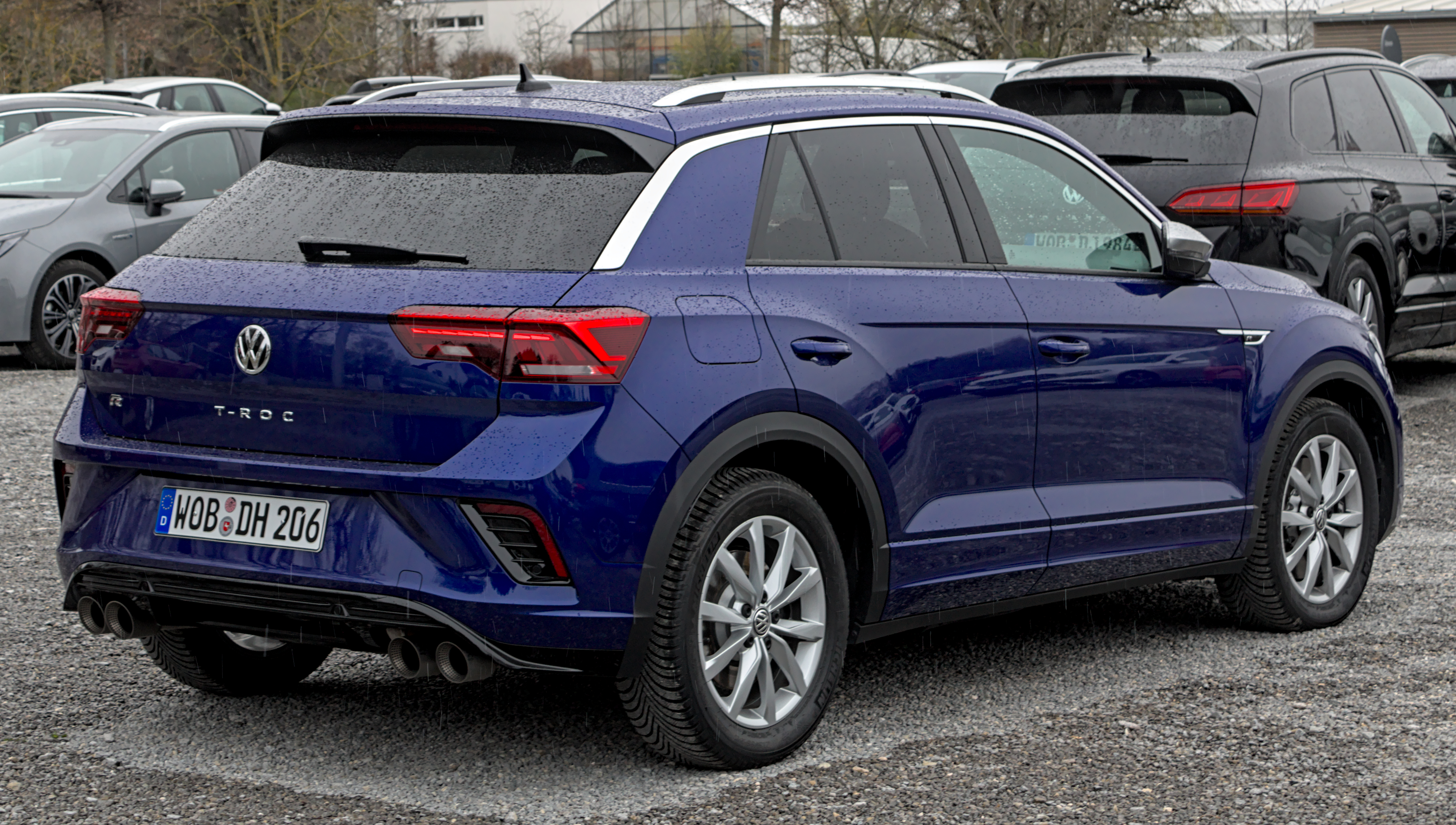
Achteraanzicht (R-model)
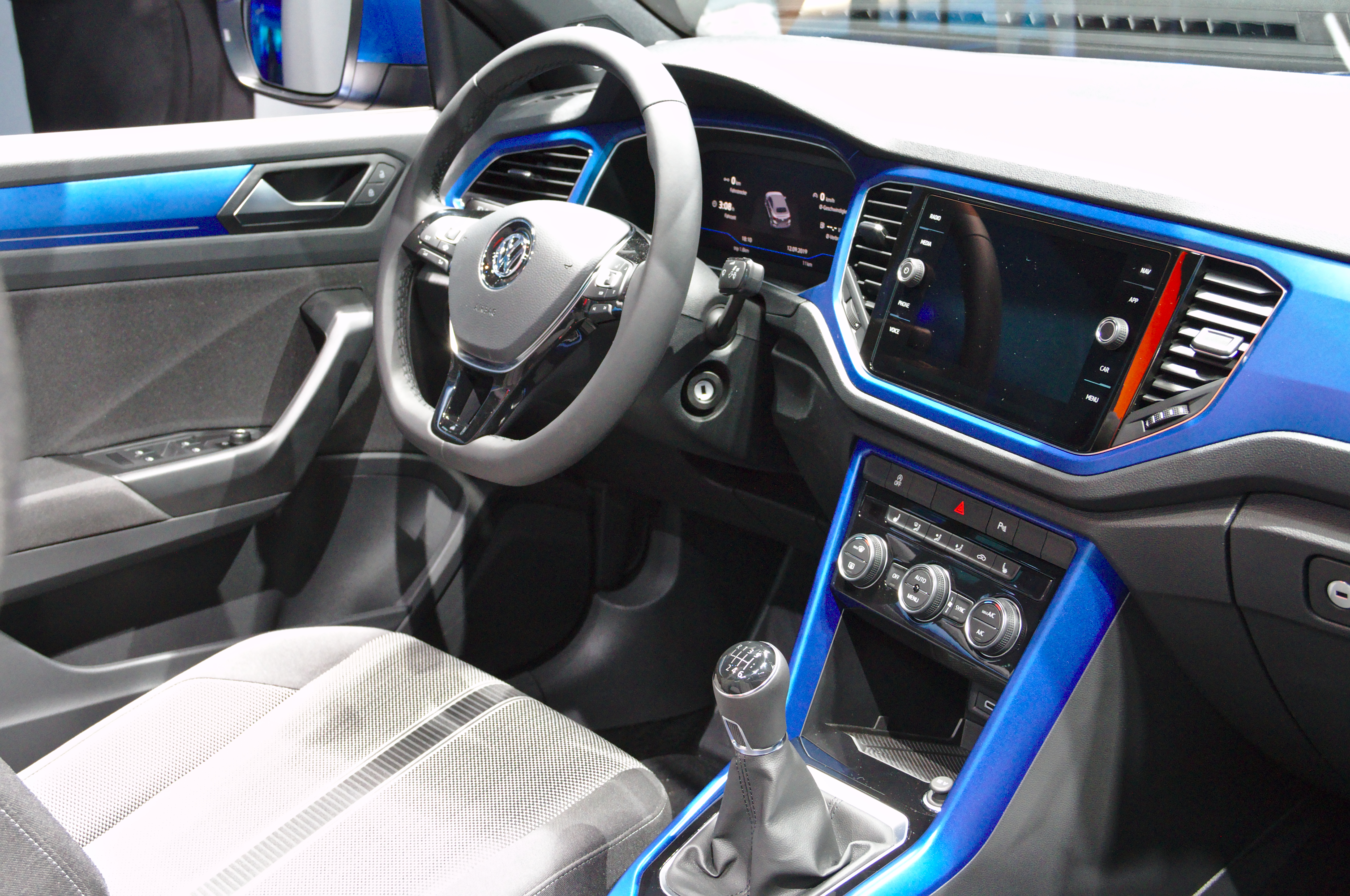
Interieur
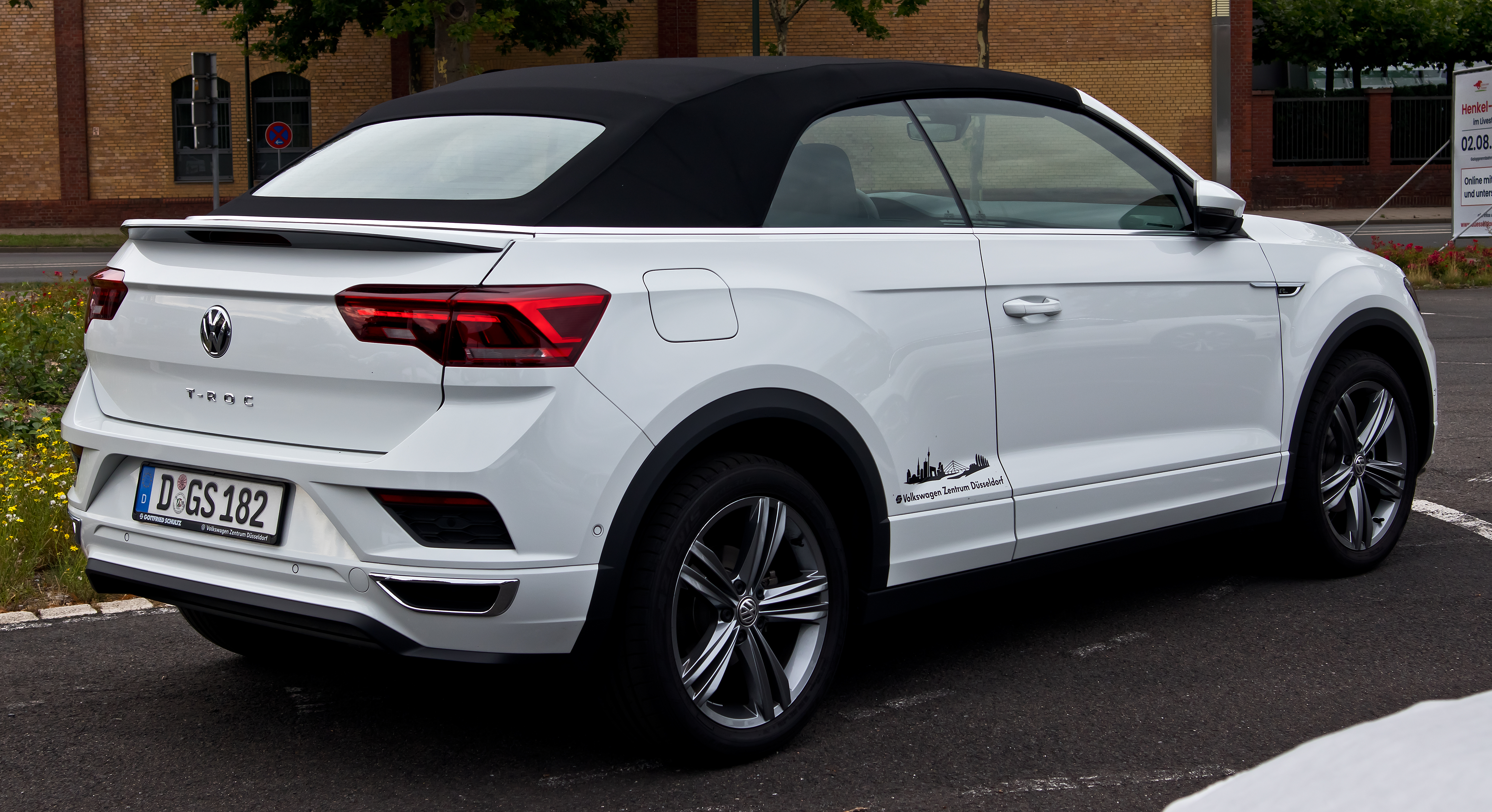
Cabriolet